# Александровка-1
Алекса́ндровка-1 бел. Аляксандраўка 1 — деревня в Славгородском районе Могилёвской области Белоруссии. Входит в состав Гиженского сельсовета.
В деревне функционирует Дом социальных услуг.
Рядом с деревней проходит автомобильная дорога Р43 Граница Российской Федерации (Звенчатка) — Кричев — Бобруйск — Ивацевичи (до дороги Р2).